# Do They Hurt?
Do They Hurt? è un album in studio del gruppo jazz fusion britannico Brand X, pubblicato nel 1980.

## Tracce
Side A
1. Noddy Goes to Sweden (Jones) – 4:30
2. Voidarama (Goodsall) – 4:21
3. Act of Will (Goodsall) – 4:43
4. Fragile (Jones, Robinson) – 5:26

Side B
1. Cambodia (Goodsall) – 4:31
2. Triumphant Limp (Goodsall, Giblin, Lumley, Collins) – 7:34
3. D.M.Z. (Jones) – 8:39

## Formazione
- John Goodsall – chitarra (eccetto A1), voce (A3)
- J. Peter Robinson – tastiere (eccetto B2), sintetizzatore (B2), gong (B1, B2)
- Robin Lumley - pianoforte (2), tastiere (6)
- Percy Jones – basso (A1, A3, A4, B1, B3), voce (A1)
- John Giblin – basso (2, 6)
- Phil Collins – batteria (A2, B2)
- Mike Clark – batteria (A1, A3, A4, B1, B3)
- Morris Pert - percussion (1,4)